# Pinole (Kalifornija)
Pinole je grad u američkoj saveznoj državi Kalifornija. Prema popisu stanovništva iz 2010. u njemu je živjelo 18.390 stanovnika.